# 蘇奕彰
蘇奕彰（1965年—），雲林縣土庫鎮人，臺灣中醫師，1992年開始在中國醫藥大學任教，擔任講師、副教授、教授，2020年2月20日出任衛生福利部國家中醫藥研究所所長，並於2024年6月25日出任衛生福利部中醫藥司司長並代理衛生福利部國家中醫藥研究所所長。

## 生平

### 早年經歷
1965年蘇奕彰出生於雲林縣，父蘇樹旺、母周秋月，奕彰為次子，家族祖輩世代務農，父母親都是小學教師。幼年曾因感染蜂窩性組織炎的經驗與中草藥結緣，時年經濟、醫療資源不足，傷口僅能以鄉間草藥先行醫治。蘇奕彰於病症迅速康復後，萌生研究中醫藥的想法。建國中學畢業後考取中醫學系雙主修中、西醫學。學成後，蘇奕彰將中、西醫整合投入臨床及教學研究中，並將這些治療經驗運用於自己父親身上。

### 教研生涯
由於蘇父長年罹患嚴重消化性潰瘍，每年皆因大出血的症狀而頻繁住院，經中西藥治療都未能穩定控制病情，直至蘇奕彰成為醫師後始擬定適合其父的藥物治療方法，才順利將蘇父的消化性潰瘍治癒。1993年於臺中市成立「全德中醫診所」。為使中、西醫融匯貫通，其於1995年開始進行中醫教育改革、2004年舉辦中、西醫對話論壇，陸續擔任中國醫藥大學中醫學系系主任，中醫研究所所長。2008年，帶領團隊開發出全球第一個中醫科學量表「BCQ體質量表」。2019年，受邀在德國柏林世界衛生高峰會傳統醫療論壇演講中西醫結合癌症治療。2020年2月，蘇奕彰出任國家中醫藥研究所所長職務，未久新冠疫情擴大流行，同年3月17日成立「新冠肺炎攻頂小組」，連結重要醫學中心、藥廠、串連起產官學界，同時著手「中醫藥臨床藥學聯盟」成功推動科學中藥「清冠一號」、「清冠二號」的研發。2022年3月，獲總統蔡英文親頒「中醫醫療奉獻獎」。2023年12月6日，榮獲行政院傑出科技貢獻獎。2024年，持續研發針對治療失智症等腦部疾病的「清腦一號」和中風復能的「醒腦一號」。

## 外部連結
- 蘇奕彰教授/博士 (Prof./Dr. Su, Yi-Chang) （页面存档备份，存于）
- 蘇奕彰｜衛生福利部國家中醫藥研究所 所長
- 全德中醫診所 ChanDer Clinic官網 （页面存档备份，存于）